# Centro de Investigaciones Anti-Langostas
El Centro de Investigaciones Anti-Langostas (en inglés Anti-Locust Research Centre o ALRC) fue establecido en Londres, Reino Unido, por la Oficina Colonial en 1945, con el objetivo de mejorar el pronóstico y el control mundial de las langostas. El entomólogo ruso-británico Boris Uvarov fue designado como su primer director. Antes de eso, Uvarov había estado a cargo de una pequeña unidad de investigación de langostas en Londres, formada en la década de 1920 dentro de la Oficina Imperial de Entomología. La unidad luego se hizo conocida como el Centro de Investigación de Plagas en el Extranjero.
Durante la Segunda Guerra Mundial, el ALRC se concentró en sus servicios de pronóstico y asesoramiento con respecto a las campañas contra la langosta en el Medio Oriente y África. Después de la guerra se convirtió en un centro de investigación dedicado a las langostas, haciendo importantes contribuciones en las áreas de taxonomía, población biológica y control de langostas. Sus objetivos principales en este momento eran la coordinación de la investigación internacional sobre la biología de las langostas y la organización de la cooperación internacional en el control de las langostas.
En 1964, tanto el ALRC como la Oficina Imperial de Entomología se convirtieron en parte del Ministerio de Desarrollo de Ultramar. En 1990 se habían fusionado con otras organizaciones, reubicado en Chatham y se convirtió en el Instituto de Recursos Naturales (NRI). En 1996, la administración del NRI fue transferida a la Universidad de Greenwich.